# Leucopogon blakei
Leucopogon blakei är en ljungväxtart som beskrevs av L. Pedley. Leucopogon blakei ingår i släktet Leucopogon och familjen ljungväxter. Inga underarter finns listade i Catalogue of Life.